# Castione della Presolana
Castione della Presolana (lombardul: Castiù, helyi nyelvjárásban: Cas·ciù) település Olaszországban, Lombardia régióban, Bergamo megyében. Lakosainak száma 3313 fő (2023. január 1.). Castione della Presolana Fino del Monte, Rovetta, Songavazzo, Rogno, Angolo Terme, Colere, megbecsültség és Onore községekkel határos.

## Népesség
A település lakossága az elmúlt években az alábbi módon változott:
| Lakosok száma | 3416 | 3419 | 3313 |
|               | 2017 | 2018 | 2023 |